# Kristy Augustin

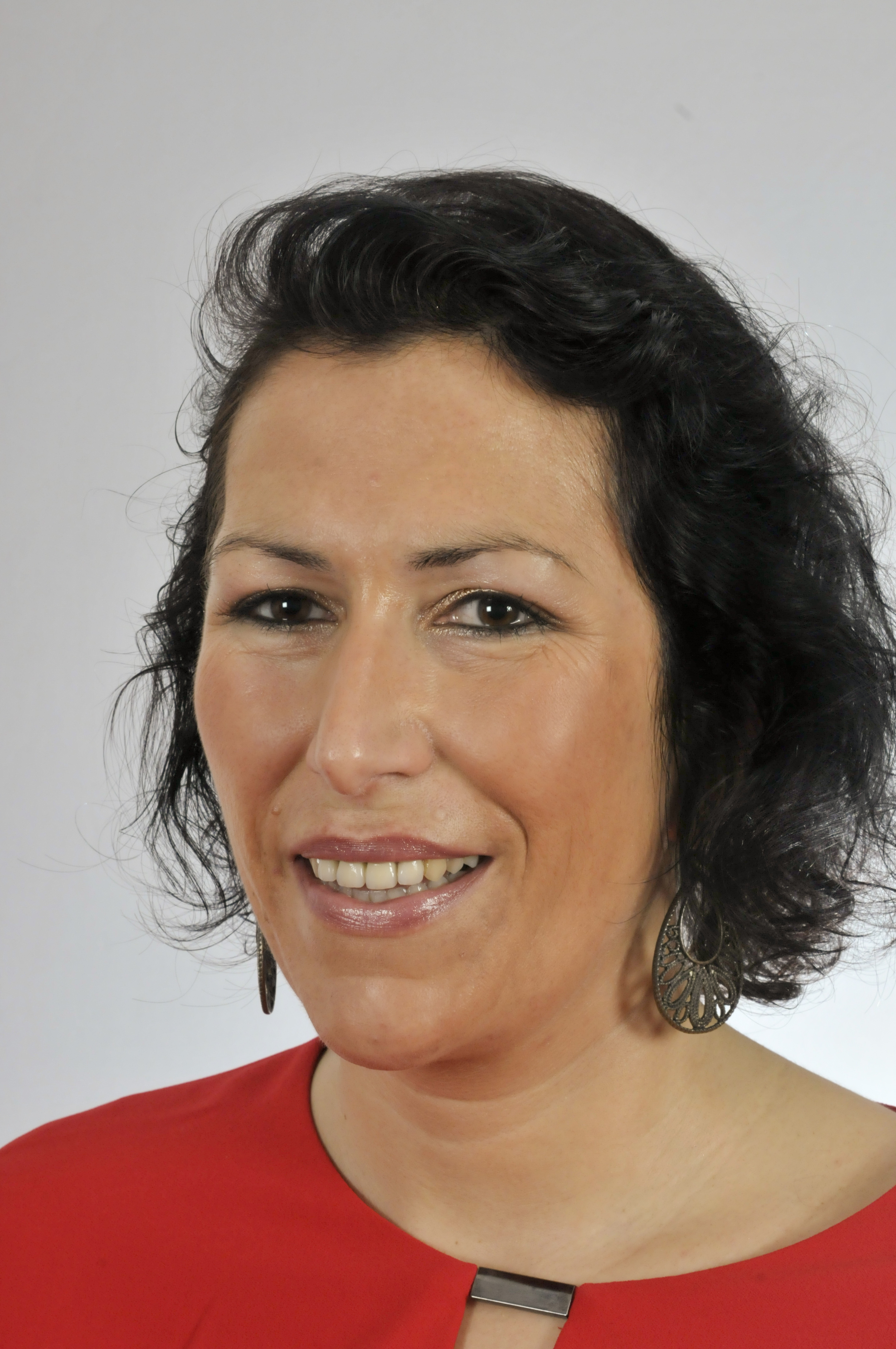
Kristy Augustin (2016)

Kristy Augustin (* 6. Februar 1979 in Wriezen) ist eine deutsche Politikerin der CDU. Seit 2014 ist sie Mitglied des brandenburgischen Landtags. Seit März 2023 ist Augustin stellv. Landesvorsitzende der CDU Brandenburg.

## Leben
Nach ihrem Abitur an der Gesamtschule in Letschin und einem Auslandsjahr im US-Bundesstaat Minnesota begann Augustin an der Freien Universität Berlin Publizistik und Kommunikationswissenschaften sowie nebenher Filmwissenschaften und Kunstgeschichte zu studieren. 2007 beendete sie das Studium mit dem Magistra Artium. Während ihrer Studienzeit war sie als Assistentin bei der Projektleitung einer Gesellschaft für Unternehmenskommunikation und als Referentin bei der Pressestelle der Landtagsfraktion der brandenburgischen CDU tätig.
2005 trat Augustin in die CDU ein, bei der sie seit 2010 das Amt der Ortsvereinsvorsitzenden in Letschin und seit 2014 das der Kreisverbandsvorsitzenden im Landkreis Märkisch-Oderland bekleidet. Von 2007 bis 2009 war sie für die Bundestagsabgeordnete Katherina Reiche als Wahlkreismitarbeiterin tätig, nachdem diese im Kabinett Merkel II zur parlamentarischen Staatssekretärin aufstieg, war Augustin Büroleiterin von Reiche. Nach der Regierungszeit wechselte sie als Wahlkreismitarbeiterin zur Landtagsabgeordneten Barbara Richstein.
Bei der Landtagswahl 2014 kandidierte Augustin im Wahlkreis Märkisch-Oderland IV erfolglos für das Direktmandat, zog aber durch den Mandatsverzicht von Christian Ehler über die Landesliste ins Parlament ein. Am 30. Mai 2015 wurde sie zur Landesvorsitzenden der Frauen-Union gewählt. Seit den Kommunalwahlen im Mai 2019 ist sie Mitglied im Kreistag Märkisch-Oderland und Mitglied der Gemeindevertretung Letschin.
Bei der Landtagswahl 2019 kandidierte Augustin wieder für das Direktmandat im Wahlkreis Märkisch-Oderland IV; erneut zog sie über die Landesliste in den Landtag ein. Sie ist Mitglied des Petitionsausschusses, des Ausschusses für Bildung, Jugend und Sport sowie des Ausschusses für Soziales, Gesundheit, Integration und Verbraucherschutz.
Bei der Landtagswahl 2024 zog Augustin erneut über die Landesliste in den Landtag ein.